# La comèdia dels ases

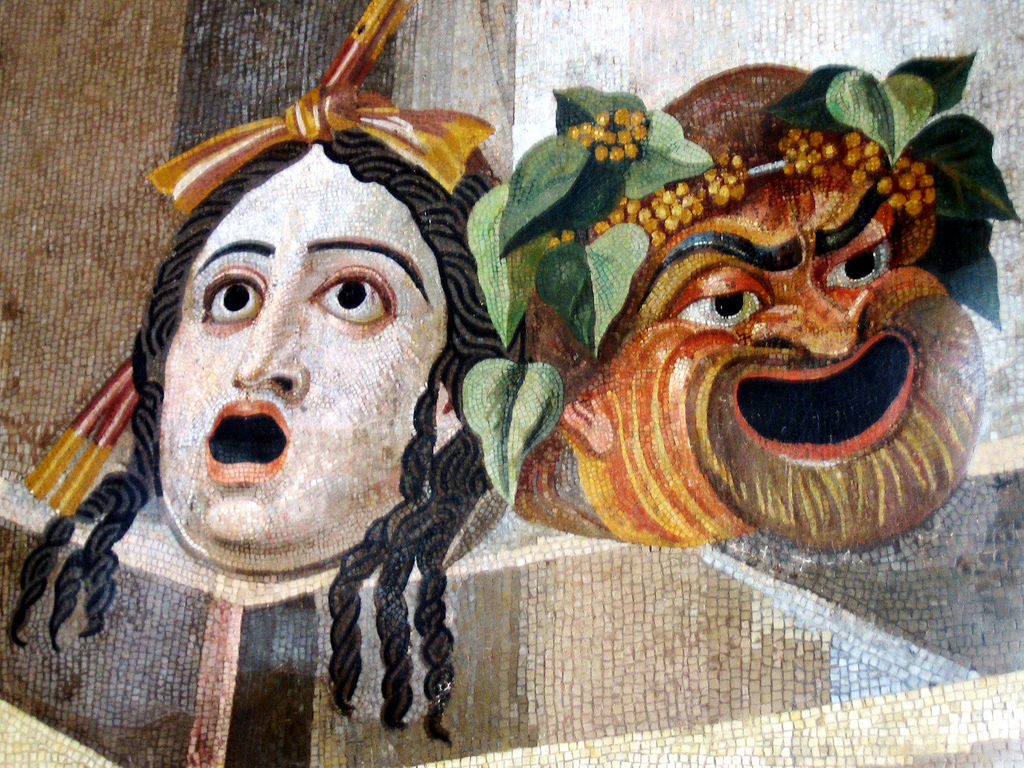
Màscares d'actors

La comèdia dels ases, també coneguda com l'Asinaria, es pot considerar una de les peces més emblemàtiques de l'escriptor llatí Plaute. Aquesta obra conté la frase de Lupus est homo homini, non homo, quom qualis sit non novit ('Llop és l'ésser humà per a l'ésser humà, i no ésser humà quan desconeix qui és l'altre').

## Argument
L'obra té Atenes com a escenari, prop de les cases del vell Demenet i de l'alcavota Cleareta. El vell Demenet, sotmès a la seva esposa, vol ajudar econòmicament el seu fill Agirip, enamorat de la jove cortesana Filena, la qual el correspon. Tanmateix, Cleareta (mare i alcavota de Filena) ha acordat lliurar la noia a Diàbolo, si no és que Argirip troba abans les 20 mines que val. El nom de la comèdia ve dels ases, propietat de la seva esposa, que Demenet pretén vendre per obtenir els diners.
Al final, el jove llibertí Diàbolo, desenganyat perquè Filena no li fa cas, denuncia el complot a Artemona, l'esposa rica de Demenet i mare d'Argirip, que els sorprèn en un banquet a casa de l'alcavota.
Els seus personatges segueixen el repertori clàssic, com són per exemple: l'adulescens amans, la meretrix, la domina, el vell verd hipòcrita, l'alcavota, el soldat i els esclaus.

## Traduccions al català
Marçal Olivar. La comèdia dels ases. Barcelona, Fundació Bernat Metge, 1934 (traducció en prosa)